# Mike Cahill (regista)
Mike Cahill (New Haven, 5 luglio 1979) è un regista, sceneggiatore, produttore cinematografico, direttore della fotografia, montatore e creatore di effetti visivi statunitense.

## Gli inizi
Mike Cahill muove i primi passi nel cinema grazie alle videocamere VHS fin da giovane. Dopo il liceo, Cahill si iscrive a economia alla Georgetown University, dove si laureerà nel 2001. Mentre frequenta l'università, al Georgetown Film Festival conosce Brit Marling, con la quale inizia uno stretto rapporto professionale: i due iniziano a lavorare insieme a dei cortometraggi, nei quali la Marling recita e Cahill dirige, scrive e monta.

## Carriera
Nel suo ultimo anno alla Georgetown University, Cahill inizia a collaborare con la National Geographic Society attraverso il suo canale e diviene il loro più giovane produttore, montatore e direttore della fotografia. Insieme alla Marling collaborano al documentario del 2004 Boxers and Ballerinas, un approfondimento del conflitto USA-Cuba attraverso le vite di quattro personaggi, vivendo per un periodo a Cuba. Successivamente Cahill si trasferisce a Los Angeles, dove viene preso come montatore per i documentari Leonard Cohen: I'm Your Man e Everyone Stares: The Police Inside Out.
Il 2011 è l'anno della svolta per Cahill. Il suo primo film Another Earth è un successo al Sundance Film Festival 2011, dove vince il Premio Alfred P. Sloan. Vince inoltre il Premio del Pubblico al Maui Film Festival, mentre Brit Marling, protagonista del film, riceve il premio come Miglior Attrice al Festival internazionale del cinema fantastico della Catalogna. Il film viene acquistato dalla Fox Searchlight Pictures per la distribuzione mondiale.
Cahill si trasferisce poi a New York, nel quartiere di Brooklyn.
Nel 2014 presenta al Sundance Festival il suo secondo lungometraggio I Origins. Il film si aggiudica di nuovo il Premio Alfred P. Sloan e vince al Sitges - Festival internazionale del cinema fantastico della Catalogna.
Tra i suoi progetti futuri ci sarà un film su «la vita sul fondo del mare di uno stilista.»

## Influenze
Cahill ha dichiarato che Julian Schnabel rappresenta la sua più grande ispirazione cinematografica nei suoi lavori. Inoltre ha dichiarato che Krzysztof Kieślowski è uno tra i suoi registi preferiti, specificando che il film La doppia vita di Veronica ha avuto grande impatto su lui e i suoi lavori.
Provando interesse anche per l'astronomia, dice di essere influenzato dai lavori di Richard E. Berendzen, scienziato e astronomo americano. Si dichiara anche ammiratore di Carl Sagan e di Isaac Asimov.

## Filmografia

### Regista

#### Cinema
- Boxers and Ballerinas (2004) - Documentario
- Another Earth (2011)
- I Origins (2014)
- Bliss (2021)

#### Televisione
- The Magicians - serie TV, episodio 1x01 (2015)
- The Path - serie TV, 2 episodi (2016)
- Rise - serie TV, episodio 1x01 (2018)
- Nightflyers - serie TV, episodio 1x01 (2018)

### Sceneggiatore
- Boxers and Ballerinas (2004) - Documentario
- Another Earth (2011)
- I Origins (2014)
- Bliss (2021)

### Produttore
- Another Earth (2011)
- I Origins (2014)

### Direttore della fotografia
- Crittercam episodio 1x12 (2003) Serie Tv documentaristica
- Boxers and Ballerinas (2004) - Documentario
- Another Earth (2011)

### Montatore
- Crittercam, 4 episodi (2003) Serie Tv documentaristica
- Boxers and Ballerinas (2004) - Documentario
- Leonard Cohen: I'm Your Man (2005) - Documentario
- Everyone Stares: The Police Inside Out (2006) - Documentario
- Bear Island - documentario TV (2007)
- Another Earth (2011)
- I Origins (2014)

### Effetti visivi
- Crittercam, 9 episodi (2003) Serie Tv documentaristica

### Dipartimento editoriale
- Please Don't Eat the Babies, regia di Henri Charr (1983)
- Leonard Cohen: I'm Your Man (2005) - Documentario

## Premi e riconoscimenti
- 2011 - Sundance Film Festival
  - Premio Alfred P. Sloan per Another Earth
  - Premio speciale della giuria: World Cinema Dramatic per Another Earth
  - Nomination al Gran premio della giuria: U.S. Dramatic per Another Earth
- 2011 - Gotham Awards
  - Nomination al Regista Rivelazione per Another Earth
- 2012 - Independent Spirit Awards
  - Nomination al Miglior film d'esordio per Another Earth
  - Nomination alla Miglior sceneggiatura d'esordio per Another Earth
- 2012 - Saturn Award
  - Nomination alla Miglior sceneggiatura per Another Earth
- 2014 - Sundance Film Festival
  - Premio Alfred P. Sloan per I Origins
- 2014 - Sitges - Festival internazionale del cinema fantastico della Catalogna
  - Miglior film per I Origins